# Ferrovia Kumagawa
La Ferrovia Kumagawa (くま川鉄道?, Kumagawa Tetsudō) è una compagnia ferroviaria giapponese del terzo settore con sede nella città di Hitoyoshi, nella prefettura di Kumamoto. La compagnia è conosciuta anche come Kumatetsu (くま鉄?).
È finanziata dalle città e dai villaggi del distretto di Kuma e da aziende private.

## Storia
L'azienda è stata fondata il 26 aprile 1989. Il 1º ottobre dello stesso anno rileva la linea Yunomae dalla JR Kyushu.
Il 6 luglio 2020, tutti i servizi sulla linea sono stati sospesi a causa dei gravi danni causati dalle piogge, tra cui la completa distruzione di un grande ponte sul fiume Kuma. I servizi sono ripresi tra la stazione di Yunomae e la stazione di Higo-Nishinomura il 28 novembre 2021. È previsto il ripristino di tutte le linee nell'anno fiscale 2025.

## Linee ferroviarie
La compagnia gestisce una linea.
- Linea Yunomae (湯前線?): Hitoyoshi-Onsen - Yunomae	(24,8 km, 14 stazioni)

## Materiale rotabile

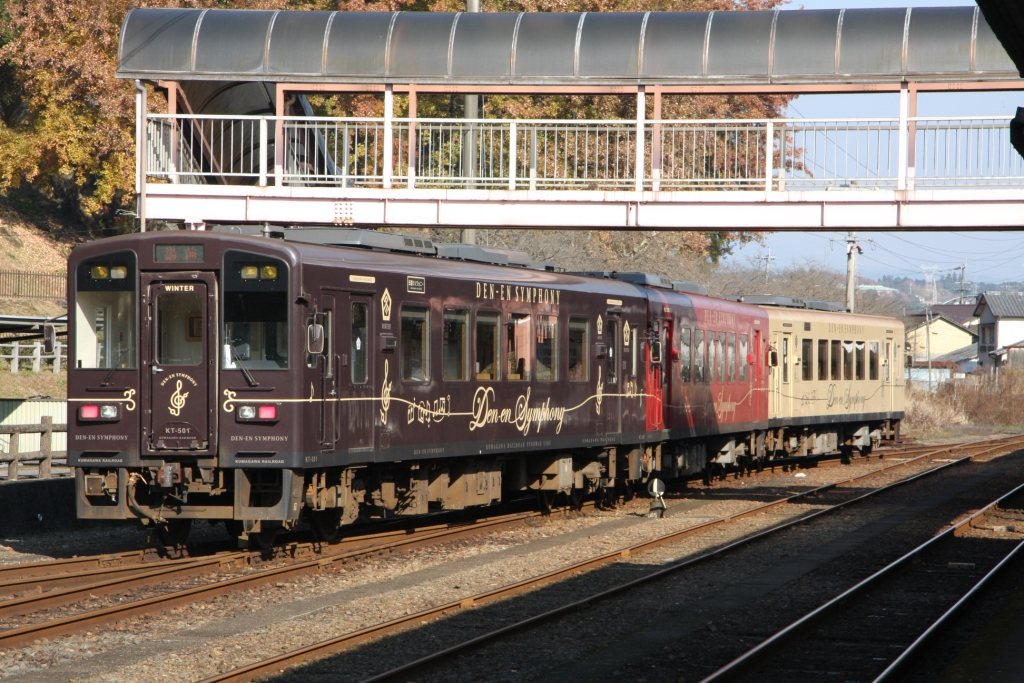
Serie KT500

L'azienda gestisce automotrici della serie KT500 progettate dal designer industriale Eiji Mitooka.
- Serie KT500 (501 - 505)
  - Opera come treni regolari e treni turistici “Sinfonia rurale” (KT-501 “Inverno”, KT-502 “Autunno”, KT-503 “Primavera”, KT-504 “Estate”, KT-505 “Hakushū”).